# Patio de la Capilla (Hospital Real de Granada)

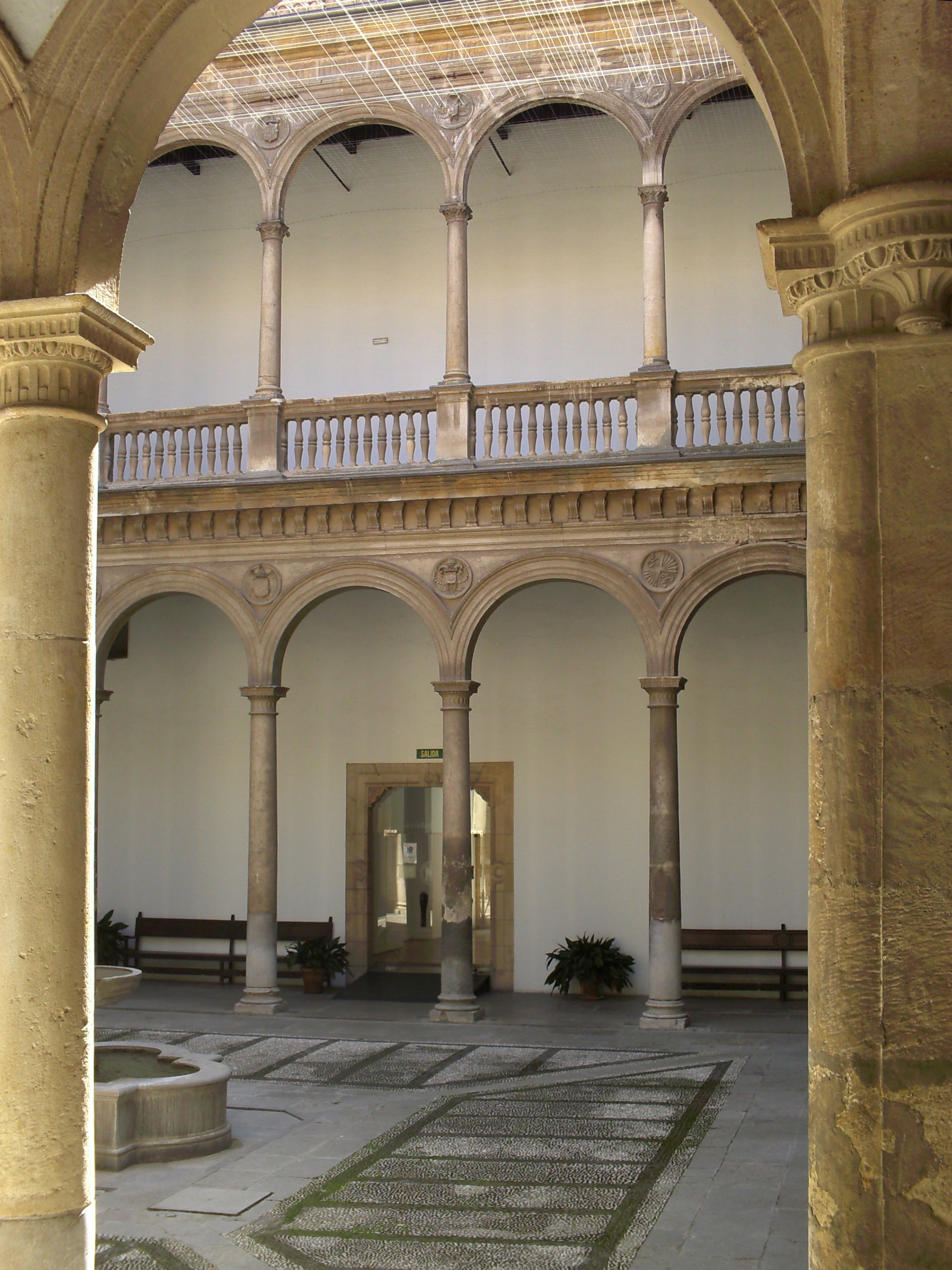
Detalle del patio

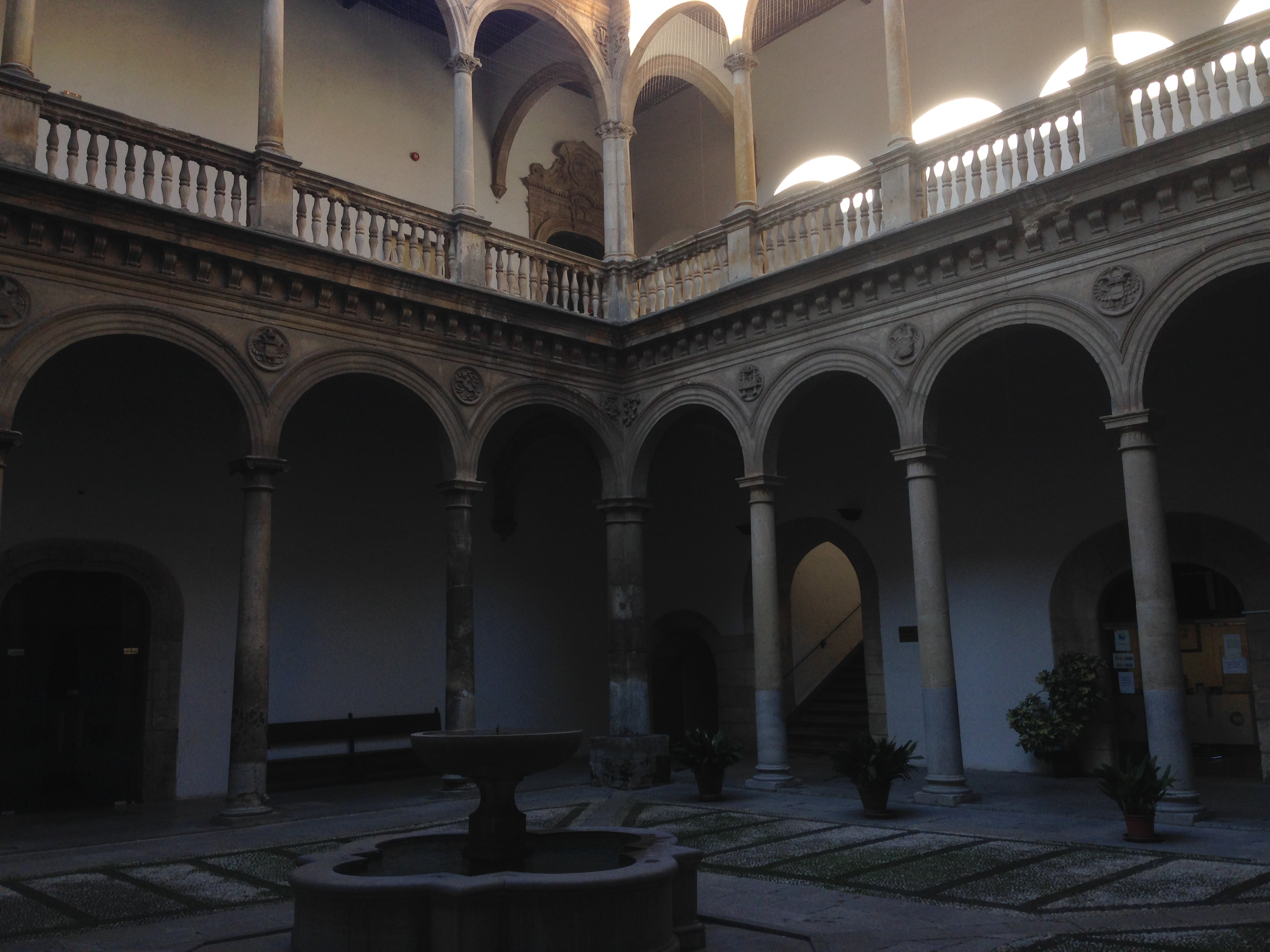
Vista del patio de la Capilla

El patio de la Capilla es uno de los cuatro patios que integran el Hospital Real de Granada. Destaca por ser el único patio cuya decoración se completó, de los cuatro que conforman el inmueble. Se localiza en el lado opuesto a la fachada, formando pareja simétrica con el patio de los Inocentes. Su acceso tiene lugar por cuatro puertas centradas en cada uno de sus lados. El espacio se caractreriza por la presencia de una fuente, posterior al proyecto inicial, y de un pozo de época desconocida. Las arcadas dominan el espacio, de carácter italiano y bastante estilizadas.

## Descripción
El patio se compone de dos pisos porticados que repiten el mismo esquema: dos cuerpos con arquerías de medio punto que son sostenidas por columna de fuste liso. Ambos espacios quedan comunicados mediante una escalera que se localiza en el ángulo izquierdo.
El cuerpo inferior se compone de cuatro columnas en cada uno de sus lados, dando como resultado un total de dieciséis columnas de sección circular. El espacio es completado por cuatro pilares de sección circular, doble en sus ángulos, que sustentan cinco arcos de medio punto en cada uno de sus lados.
Los capiteles que rematan las columnas y los pilares están compuestos de dos partes diferentes: una parte superior de forma troncopiramidal y una inferior circular. Destacan, entre los veinticuatro que conforman este cuerpo inferior, cuatro capiteles de volutas diferentes que otorgan características de estilo jónico. Estos capiteles serán los encargados de sustentar los arcos de medio punto, de roscas sencillas con tres bandas.
Entre cada arco se localizan emblemas heráldicos enmarcados por una circunferencia. La alusión a los Reyes Católicos queda representada mediante las letras Y y F, además de una inscripción que recorre todo el friso y cierra el programa iconográfico. Una serie de ménsulas sostienen una cornisa que conecta los dos cuerpos porticados.
El cuerpo superior repite las arcadas de influencia italiana, completado por una balaustrada que recorre todo el cuerpo y tiene grandes basamentos sobre los que se disponen los arcos. Entre cada basamento se localizan un total de doce balaustres diferentes. Las columnas que parten de los basamentos tienen fuste liso, culminando en capiteles de estilo gótico. El programa iconográfico repite las alusiones a los Reyes Católicos de la misma manera que el cuerpo inferior, junto a otros emblemas reales localizados inscritos en circunferencias.